# Reginald Blomfield
Reginald Blomfield, nome completo Reginald Theodore Blomfield (Londra, 20 dicembre 1856 – Londra, 27 dicembre 1942), è stato un architetto e docente inglese.

## Biografia

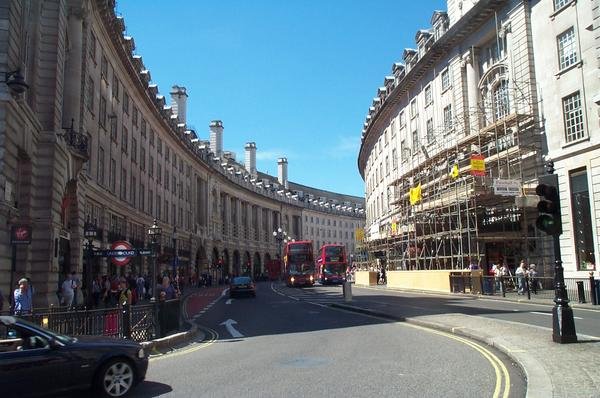
Regent Street

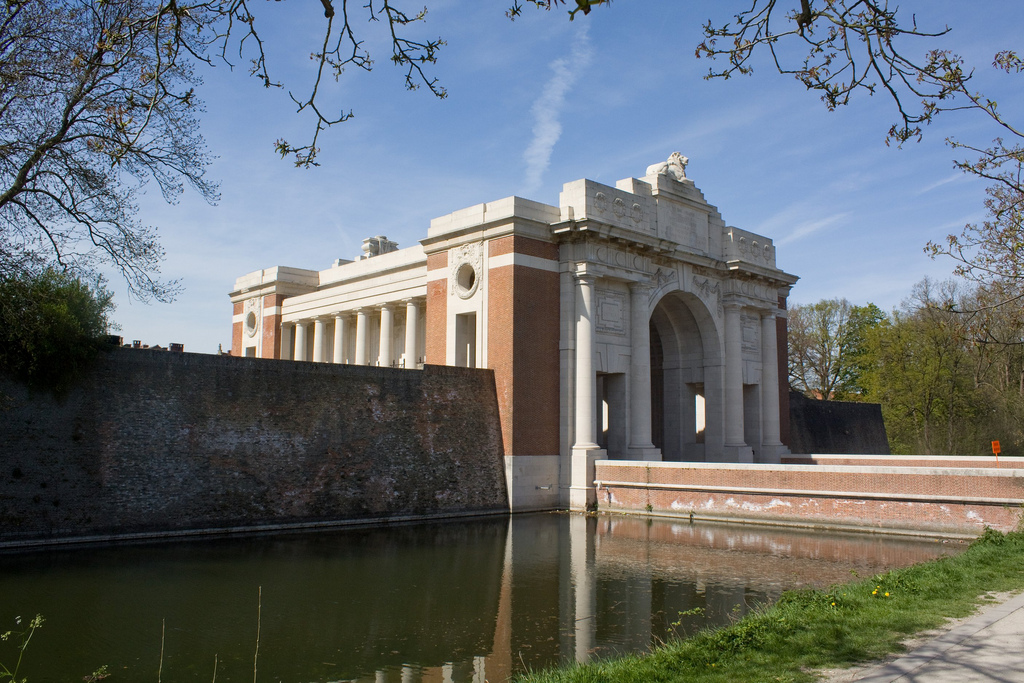
Menin Gate Memorial, a Ypres

Reginald Blomfield nacque il 20 dicembre 1856 a Londra, figlio di un reverendo e nipote di un vescovo inglese.
Fu educato e studiò alla scuola Haileybury nell'Hertfordshire e all'Exeter College di Oxford, dove prese una laurea di primo livello nelle discipline umanistiche.
Dopo la laurea, viaggiò un anno in Europa per perfezionarsi, prima di fare addestramento da suo zio nell'autunno del 1881.
All'inizio del 1884, dopo aver completato la sua formazione, lasciò l'ufficio dello zio e trascorse altri quattro mesi in Francia e in Spagna, prima di rientrare a Londra, dove conobbe molti colleghi ruotanti attorno a Richard Norman Shaw, assieme ai quali decise di progettare e realizzare mobili di qualità, attività che li impegnò per due anni.
Nel 1886 Blomfield sposò la figlia di Henry Burra di Rye, nel Sussex.
Il periodo di massimo prosperità dell'attività di Blomfield, tra il 1885 e il 1914, fu prevalentemente dedicato alla costruzione di nuove case di campagna e dal rinnovamento e ampliamento di quelle già esistenti, seguendo uno stile del Rinascimento sia inglese che francese; inoltre fu un appassionato progettista di giardini. Tra le altre sue opere si possono menzionare la Westminster Bank a Chelsea, in stile del periodo giorgiano, la Biblioteca pubblica di Lincoln, e in collaborazione con altri colleghi, il Regent Street Quadrant e il Piccadilly Circus a Londra.
Nel 1918 fu nominato come uno dei tre principali architetti dalla Commissione delle tombe della guerra, e per i successivi nove anni si dedicò con impegno alla progettazione dei cimiteri e dei memoriali del fronte occidentale; inoltre venne nominato architetto principale per la Francia nel 1918.
Considerato il più tradizionalmente patriottico degli architetti della Commissione, Reginald Blomfield progettò il Menin Gate Memorial a Ypres (1919), in Belgio, uno dei monumenti di guerra più noti, destinato inizialmente a contenere quarantamila nomi di coloro che non avevano una tomba conosciuta.
Contribuì alla progettazione di centodiciotto cimiteri, tra i quali si ricordano la croce e il camposanto di San Paolo a Londra, il monumento all'Aviazione sull'embankment del Tamigi, il monumento commemorativo delle guerre d'Africa nella scuola di Haileybury.
Un altro importante contributo alla Commissione delle tombe di guerra fu il suo disegno della Croce del Sacrificio, che venne installata nella maggior parte dei cimiteri della Commissione. Progettò quattro versioni della croce, ognuna con un'altezza diversa e con al centro una spada di bronzo eretta. Reginald Blomfield disse che voleva rendere la sua opera, astratta e impersonale, liberata dal legame con uno stile specifico e lontana dai sentimentalismi del gotico. Era un «simbolo degli ideali di coloro che erano usciti per morire». La sua croce del sacrificio è riconoscibile in tutto il mondo.
Pubblicò, nel 1892, The Formal Garden in England e, nel 1934, un saggio critico sull'architettura moderna, Modernismus.
Scrisse, tra le sue altre frasi celebri: «l'orticoltura è sinonimo di progettazione del giardino tanto quanto la costruzione fa all'architettura».
Insegnò alla Royal Academy of Arts e si dimostrò un grande esperto dell'architettura rinascimentale, che ispirò molti suoi saggi e molte opere.

## Opere
- Scuola Ditcham Park, Hampshire (1887);
- Haileybury College, Hertfordshire (1886);
- Case a Broxbourne, Hertfordshire (1887);
- Centro commerciale di Swinford Old Manor, Ashford, Kent: restaurato (1887);
- Casa a Blacknoll, Dorset (1889);
- Centro commerciale di Hertford, Hertfordshire (1889);
- Chiesa di Aslockton, Nottinghamshire (1890–1892);
- Cappella di Sant'Antonio, Berna: ricostruzione (1891);
- Chiesa di Tutti i Santi a Carshalton, Surrey (1891–1914);
- Casa e giardino a Southwater, Horsham, Sussex (1891);
- Casa a Frognal, Hampstead, Middlesex (1892);
- Casa a Swiftsden, Etchingham, Sussex (1892);
- Casa a Borrowstone Lodge, Kincardine O'Neil, Aberdeenshire (1893);
- Giardino a Warley Lodge, Essex (1894);
- Giardino a Godinton Park, Kent (1895);
- Chiesa di Sant'Andrea a Limpsfield Chart, Surrey (1895);
- Scuola Hillside, Godalming, Surrey (1897);
- Giardino a Mellerstain, Roxburghshire (1898–1910);
- Giardino a Brocklesby Park (1898–1910);
- Casa Effordleigh House, Plymouth, Devonshire (1899);
- Vicariato di Rye, Sussex (1900);
- Casa a West Broyle, Chichester, Sussex (1901);
- Casa e giardino a Heywood Manor, Boldre, Hampshire (1902)
- Casa a Saltcote Place, Rye, Sussex (1905);
- Giardino a Hill House, Shenley, Hertfordshire (1907);
- Casa Sandhouse, Witley, Surrey (1909–1911);
- Quadrante a Regent Street/Piccadilly, Londra (1910–1926);
- Casa a Malma, Pyrford, Surrey (1914–1915);
- Ponte Lambeth Bridge, Londra (1929–1932);
- Scuola a Ypres (1925);
- Usher Art Gallery, Lincoln, Lincolnshire: (1926–1927).